# HD 81040 b
HD 81040 b é um planeta extrassolar que orbita a estrela de classe G da sequência principal HD 81040, localizada a aproximadamente 108 anos-luz (33 parsecs) da Terra na constelação de Leo. Foi descoberto em 2005 pelo método da velocidade radial. É um gigante gasoso com uma massa mínima de 6,86 vezes a massa de Júpiter. Orbita a estrela numa órbita excêntrica com um semieixo maior de 1,94 UA e um período orbital de cerca de 1 000 dias (2,74 anos).